# Zaprešić

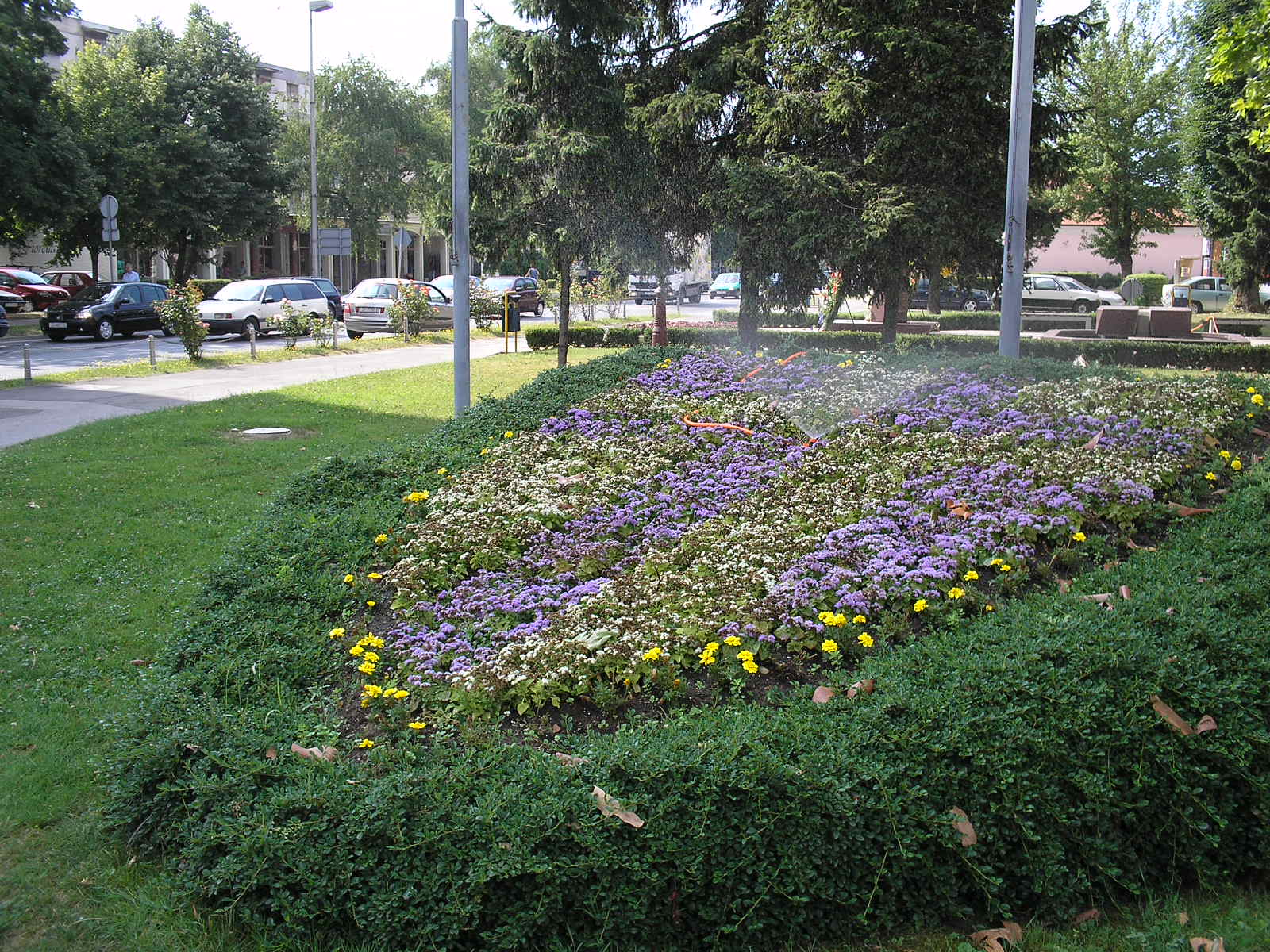
Brasão da cidade de Zapresic formado por flores

Zaprešić é uma cidade no condado de Zagreb, na Croácia. Sua população é de 23.125 habitantes para a cidade propriamente dita e mais de 51.000 para sua área metropolitana de sete municípios. Zaprešić é a terceira maior e mais densamente povoada divisão da região. Está localizada a noroeste da capital croata Zagreb e perto da fronteira com a Eslovênia. Está centrada nas planícies a norte do rio Sava e é limitado pela Montanha Medvednica a leste e pelas Colinas Marija Gorica a oeste.

## Esportes
Zaprešić é a casa do time de futebol NK Inter Zaprešić que disputa a primeira divisão do futebol croata.